# Atzendorf
Atzendorf is een plaats en voormalige gemeente in de Duitse deelstaat Saksen-Anhalt, en maakt deel uit van de Landkreis Salzlandkreis.
Atzendorf telt 1.972 inwoners.